# Liste der Naturdenkmale in Kornwestheim
| Naturdenkmale | Anzahl |
| ------------- | ------ |
| FND           | 1      |
| END           | 3      |
| Gesamt        | 4      |

Die Liste der Naturdenkmale in Kornwestheim nennt die verordneten Naturdenkmale (ND) der im baden-württembergischen Landkreis Ludwigsburg liegenden Stadt Kornwestheim. In Kornwestheim gibt es insgesamt vier als Naturdenkmal geschützte Objekte, davon ein flächenhafte Naturdenkmal (FND) und drei Einzelgebilde-Naturdenkmale (END).
Stand: 30. Oktober 2016.

## Flächenhafte Naturdenkmale (FND)
| Name                     | Bild | Kennung     | Einzelheiten | Position | Fläche Hektar | Datum        |
| ------------------------ | ---- | ----------- | ------------ | -------- | ------------- | ------------ |
| Lindenallee              |      | 81180460004 | Kornwestheim | ⊙        | 2,4           | 7. Juli 1989 |
| Legende für Naturdenkmal |      |             |              |          |               |              |

## Einzelgebilde (END)
| Name                     | Bild | Kennung     | Einzelheiten | Position | Fläche Hektar | Datum        |
| ------------------------ | ---- | ----------- | ------------ | -------- | ------------- | ------------ |
| 1 Blutbuche              |      | 81180460001 | Kornwestheim | ⊙        | 0,0           | 7. Juli 1989 |
| 1 Blutbuche              |      | 81180460003 | Kornwestheim | ⊙        | 0,0           | 7. Juli 1989 |
| 1 Luthereiche            |      | 81180460002 | Kornwestheim | ⊙        | 0,0           | 7. Juli 1989 |
| Legende für Naturdenkmal |      |             |              |          |               |              |